# Ясенина (потік)
Ясенина (словац. Jasenina) — річка в Словаччині; ліва притока Нітриці. Протікає в окрузі Превідза.
Довжина — 9.9 км. Витікає в масиві Стражовске-Врхи на висоті 700 метрів.
Протікає територією сіл Валаска Бела і Темеш.
Впадає в Нітрицю на висоті 385 метрів.